# Madeline Price
Madeline Price (* 11. September 1995 in Palo Alto, Vereinigte Staaten) ist eine kanadische Leichtathletin, die im Sprint antritt und sich auf die 400-Meter-Distanz spezialisiert hat.

## Sportliche Laufbahn
Erste internationale Erfahrungen sammelte Madeline Price 2014 bei den Juniorenweltmeisterschaften in Eugene, bei denen sie über 400 Meter mit 54,06 s im Halbfinale ausschied und mit der kanadischen 4-mal-400-Meter-Staffel in 3:33,17 min den vierten Platz belegte. 2016 erreichte sie bei den U23-NACAC-Meisterschaften in San Salvador in 23,85 s bzw. 53,71 s je den vierten Platz im 200-Meter-Lauf sowie über 400 Meter. Zudem gewann sie mit der Staffel in 3:44,45 min die Bronzemedaille. Zwei Jahre später erreichte sie bei den NACAC-Meisterschaften in Toronto in 53,13 s den sechsten Platz. Bei den IAAF World Relays 2019 in Yokohama erreichte sie mit der Staffel in 3:28,21 min Rang vier und bei der Sommer-Universiade in Neapel wurde sie in 52,08 s Sechste. Zudem kam sie in der Staffel im Vorlauf zum Einsatz. Ende September schied sie bei den Weltmeisterschaften in Doha mit 52,24 s in der ersten Runde aus, wurde in der 4-mal-400-Meter-Staffel im Finale disqualifiziert und in der erstmals ausgetragenen Mixed-Staffel über 4-mal 400 Meter verpasste sie mit 3:16,76 min den Finaleinzug. 2021 nahm sie mit der Frauenstaffel an den Olympischen Sommerspielen in Tokio teil und klassierte sich dort mit 3:21,84 min im Finale auf dem vierten Platz.
2023 nahm sie an den Panamerikanischen Spielen in Santiago de Chile teil und belegte dort in 53,59 s den siebten Platz über 400 Meter.

## Persönliche Bestleistungen
- 200 Meter: 23,32 s (+1,7 m/s), 7. Juli 2018 in Ottawa
  - 200 Meter (Halle): 23,72 s, 15. Februar 2019 in Blacksburg
- 400 Meter: 51,56 s, 20. April 2019 in Baton Rouge
  - 400 Meter (Halle): 53,17 s, 8. Februar 2019 in Clemson